# メキシコシティの戦い
メキシコシティの戦い（メキシコシティのたたかい、英:Battle for Mexico City）は、米墨戦争の1847年9月8日から15日に、メキシコシティの近く全体で行われた一連の戦闘のことである。これにはモリノ・デル・レイの戦いとチャプルテペクの戦いを含み、メキシコシティの陥落で頂点に達した。

## 背景
メキシコ中央でのアメリカ軍の作戦はメキシコシティの占領を目指していた。3月にベラクルスの港を包囲して陥落させたことで、ウィンフィールド・スコット将軍は1つの基地を確保でき、内陸に進軍してセルロ・ゴードの戦いでメキシコ軍大部隊を破った。チュルブスコの戦いでメキシコ軍を壊走させると、スコット軍は目標とするメキシコシティまでわずか5マイル (8 km) を残すのみとなった。
セルロ・ゴードやチュルブスコでは敗れたものの、アントニオ・ロペス・デ・サンタ・アナ軍は無傷で残っており、スコット軍の勢力を上回っていた。

## 戦闘

### モリノ・デル・レイ
9月8日、メキシコシティに向けた戦いが始まった。スコットはメキシコシティ郊外約2マイル (3 km) 以上の所にある「モリノ・デル・レイ」（王の工場）に大砲の鋳造所があると考えた。スコットはウィリアム・J・ワース将軍の第1師団を派遣して、その鋳造所の占領と破壊を行わせることにした。ワースはチャプルテペク城を攻撃範囲に含めたいと考えたが、スコットがこれを拒否し、スコットとワースの間の苦々しいライバル関係が始まった。
その結果として起こった戦闘では両軍とも大きな損失を出し、ワース隊がメキシコ軍を追い出し、チャプルテペクの部隊とは分離させた。
この戦闘でアメリカ軍には意義ある軍事的利益を生まなかった。

### チャプルテペク

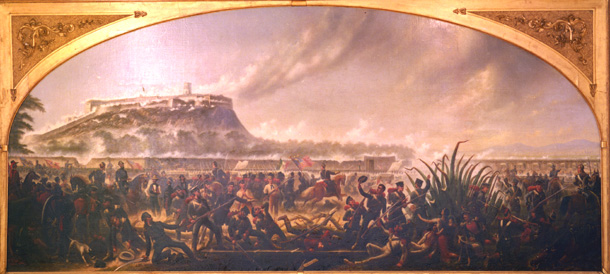
チャプルテペクの戦い、ジェイムズ・ウォーカー画

メキシコシティに対する主力攻撃は数日後の9月12日となった。メキシコシティは当時メキシコ軍士官学校として使われていたチャプルテペク城が守備の一翼を担っていた。スコットは12日の終日砲撃を加えた後で歩兵による襲撃を行わせることとした。
翌9月13日、ジョン・A・クイットマンの第4師団がチャプルテペク城に対する攻撃の先鋒となりこれを落とした。後にアメリカ連合国の将軍になったジョージ・ピケットやジェイムズ・ロングストリートもこの攻撃に参加した。メキシコ軍守備隊に加わっていたのは士官候補生たちであり、後にロス・ニーニョス・エロエス（英雄的士官候補生）として記念されることになった。メキシコ軍はチャプルテペク城から撤退し、メキシコシティ内に退いた。

### サン・コスメ門とベレン門への攻撃
クイットマン師団は、メキシコ軍テレス将軍とガレイ大佐が3門の大砲で守る「ベレン門」に向かってベレン舗道を下り、一方ワース師団は、メキシコ軍のランゲル将軍の歩兵旅団（グラナデロス大隊、第1軽連隊、第3系連隊の一部（エチェガレイ中佐））が3門の大砲と榴弾砲で守るさらに北の「サン・コスメ門」に向かってベロニカ舗道を進んだ。クイットマン隊は単にシティに対する陽動攻撃を意図されていたが、その全師団を前進させて守備陣を突破させた。サンタ・アナは怒りに任せてベレン門に到着し、前線指揮官を解任した。
一方ワース師団はメキシコ軍騎兵隊の攻撃を撃退した後でメキシコ軍に対しては緩りとした出発になった。ワースがサン・コスメ門に到着した時、メキシコ軍守備隊の準備が不十分であることが分かったが、メキシコ軍守備隊はその門が落ちるまでにかなり善戦した。ユリシーズ・グラント中尉がワース隊前面の舗道に沿って活路を見出し、近くの教会の鐘楼に大砲を運び上げることに貢献した。この地点からグラントは下の守備隊を砲撃した。
戦闘が全ての前線で下火になり、両方の門が落ちた時、メキシコ軍は市内に後退した。メキシコ軍が守っていた他の門としては、M・マルティネス将軍と大砲10門のサン・アントニオ門、国防軍と大砲2門のニーノ・ペルディド門、および小さな歩兵派遣部隊に守られていたサン・ラザト、グアダルーペ、ビレホの各門があった。

## メキシコシティの陥落
メキシコ軍事政府（アルコルタ、カレラ、ロンバルディーニおよびフランシスコ・ペレス）はその軍隊（大砲14門、騎兵4,000名（キハーノとアンドラーデ旅団）、および歩兵5,000名（オラグイベル知事のトルサ国防軍、アロヨ指揮官のラゴス、イトゥルビデ、ツーラ各大隊、マルティネス将軍の様々な哨兵隊、ペレス将軍の第11歩兵連隊と軽連隊の残り））を夜の間に市内から撤退させ、アメリカ軍は次の襲撃を予測していたが、市内の防御が無いことを発見した。ワース隊とクイットマン隊は慎重に前進した。
クイットマンはP・G・T・ボーリガード中尉にシウダデラの降伏を手配するよう派遣した。ボーリガードとマンスフィールド・ラベルは1人のメキシコ軍士官と出遭い、その士官は占領したシウダデラ（大砲15門）の受け取りを要求した。ボーリガードは「彼らの剣の先に受け取りを渡そう」と叫んだ。スコットは正式に市中に入る栄誉をクイットマンの師団に与えた。征服軍は印象的というには程遠く、兵士達はボロボロになった血の染み跡のある制服を着ており、クイットマンが市中に入ったとき靴は片方しかなかった。ワースが自ら王宮に翻っていた旗を降ろし、アメリカ海兵隊がその代わりにアメリカ国旗を掲揚した。
クイットマンは王宮の前、市の中心にあるソカロ広場に行進し、そこで正式な降伏が行われた。ワースの師団が市中に入ったとき、先導部隊はジョン・ガーランドの旅団だった。
サンタ・アナの撤退後、市内に残されたメキシコ軍の落伍兵が家屋の屋根に上り、アメリカ兵に向けて射撃を始めた。ガーランド将軍は初めの弾で胸を撃たれ、重傷を負った。サンタ・アナは市を明け渡す前に、3万人の囚人を市中に放っており、これら屋根の上からの狙撃は囚人たちを同じような行動に走らせた。ワースがこれらの狙撃を抑えさせることができた。ウィリアム・S・ハーニーの竜騎兵隊がスコット将軍の市中に入るのを護衛し、スコットはその染み1つ無い制服を着て、愛国的音楽に迎えられた。スコットは政治的才覚のあるクイットマンを軍政府長官に指名し、クイットマンは王宮から支配した唯一のアメリカ人になった。
このメキシコシティ占領後は小さな戦闘があったものの既に大勢は決しており、1847年2月2日に調印されたグアダルーペ・イダルゴ条約により、米墨戦争は終わった。

## 対戦した戦力

### アメリカ軍
侵略軍 ウィンフィールド・スコット
- 第1師団 ウィリアム・J・ワース
  - 旅団 - ジョン・ガーランド大佐
    - 第2砲兵隊 - ホレス・ブルックス大尉
    - 第3砲兵隊 - トバート・C・ブキャナン少佐
    - 第4歩兵連隊 - フランシス・リー少佐
    - ダンカン大隊 - ジェイムズ・H・ダンカン大佐

  - 旅団 - ニューマン・S・クラーク
    - 第5歩兵連隊 - ジョン・セジウィック
    - 第6歩兵連隊 -
    - 第8歩兵連隊 -[2]
- 第2師団 デイビッド・E・トウィッグス
  - 旅団 - ベネット・ライリー
    - 第4砲兵隊 -
    - 第2歩兵連隊 -
    - 第7歩兵連隊 -

  - 旅団 - パーシフォー・F・スミス
    - 第1砲兵隊 -
    - 第3歩兵連隊 -
    - Taylor's Battery -
- 第3師団 ギデオン・ピロー
  - 旅団 – フランクリン・ピアース
    - 第9歩兵連隊 - トルーマン・B・ランサム大佐
    - 第12歩兵連隊 -
    - 第15歩兵連隊 -
    - マグルーダー大隊 -

  - 旅団 - ジョージ・キャドワラダー
    - 第11歩兵連隊 -ウィリアム・トルースデイル大佐
    - 第14歩兵連隊 -
    - 選抜歩兵隊 - チモシー・パトリック・アンドリューズ大佐; ジョセフ・ジョンストン中佐
- 第4師団 ジョン・A・クイットマン
  - 旅団 - ジェイムズ・シールズ
    - ニューヨーク連隊 - W・B・バーネット大佐
    - サウスカロライナ連隊 -
    - 海兵隊 -
    - ステップトー大隊 -

  - 海兵隊 - サミュエルE・ワトソン
    - 第2ペンシルベニア連隊 -

  - 騎兵旅団 - ウィリアム・ハーニー
    - 第1竜騎兵隊 -
    - 第2竜騎兵隊 -
    - 第3竜騎兵隊 -

### メキシコ軍
1847年8月7日 - 兵士20,210名および大砲104門
メキシコ軍 General アントニオ・ロペス・デ・サンタ・アナ将軍
砲兵隊長：マルティン・カレラ将軍

工兵隊長：イグナシオ・モラ・イ・ビラミル将軍
- 東部軍 マヌエル・ロンバルディーニ
  - 第1旅団 - アンドレス・テレス将軍（第1アクティボス、第2軽大隊）
  - 第2旅団 - マリアノ・マルティネス将軍（モレリア・アクｔィボス、傷病兵軍団）
  - 第3旅団 - ホアキン・ランゲル将軍（ミフト・スタ・アナ、モレリア国防軍）
  - 第4旅団 - フランシスコ・ペレス将軍（第1、第3および第4軽、第11歩兵連隊）
  - 第5旅団 - アントニオ・レオン将軍（オアハカ・アンド・クエレターロ・アクティボス、第10歩兵連隊、クエレターロ・アンド・ミナ国防軍）
  - 第6旅団 - ペドロ・マリア・デ・アナヤ将軍（インデペンデンシア、ブラボス、ビクトリアおよびイダルゴ国防軍）
  - 第7旅団 - アナスタシオ・ゼレセロ大佐（アカプルコ、トラパおよびリイベルタード哨兵の一部）

- 北部軍 ガブリエル・バレンシア将軍（歩兵3,000名、騎兵1,000名、砲兵500名）
  - 前衛旅団 - フランシスコ・メヒア将軍（フィーホ・デ・メヒコ、ポトシ・アクティボス、第7騎兵隊）
  - 中央旅団 - アナスタシオ・パロディ将軍（第10および第11歩兵連隊、タンピコ沿岸警備隊、クエラターロ、セラヤおよびグアナフアト・アクティボス、セラヤ予備隊）
  - 予備旅団 - マリアノ・サラス将軍（工兵隊、ミフト・サンタ・アナ、アグアスカリエンテス・アクティボス、第2、第3および第8騎兵隊、グアナフアト騎兵隊）

- 南部軍 フアン・アルバレス将軍、騎兵2,762名
  - 騎兵師団

Alcaraz, Ramon "Apuntes para la historia de la guerra entre Mexico...†

## 損失

### 9月8日
- アメリカ軍：戦死116名、負傷665名、不明18名、合計789名
- メキシコ軍：合計2,700名

### 9月12日-15日
- アメリカ軍：戦死130名、負傷703名、不明29名、合計862名
- メキシコ軍：戦死および負傷1,800名、捕虜823名、合計2,623名

### 総計
- アメリカ軍：1,651名
- メキシコ軍：5,323名